# Felicitas Abt

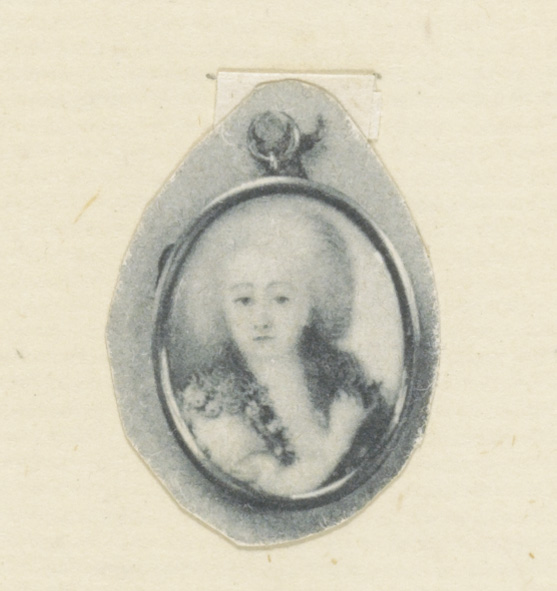
Porträt von Felicitas Abt

Felicitas Katharina Abt, auch Felicitas Abbt, geborene Knecht (* 18. Dezember 1741 in Biberach; † 16. September 1783 in Göttingen), war eine deutsche Schauspielerin.

## Leben
Felicitas Knecht war die Tochter des Biberacher Wundarztes und Chirurgen Johann Adam Knecht (* 11. Februar 1710; † 15. Juni 1775) und seiner Frau Benigna Friederike Knecht, geborene Dinglinger; sie hatte noch zwei Brüder und eine Schwester. Ihre Onkel waren der Komponist Justin Heinrich Knecht und der Dichter Christoph Martin Wieland.
Gemeinsam mit ihren Geschwistern trat sie in Biberach am Theater auf und lernte dort den Schauspieler Karl Friedrich Abt kennen, der seit 1762 unter der Leitung ihres Onkels Christoph Martin Wieland in der Komediantengesellschaft im Komödienhaus auftrat.
Sie verließ 1765, gegen den Willen ihrer Familie, heimlich die Stadt und Karl Friedrich Abt folgte ihr einige Tage später. Sie ließen sich bei Pfarrer Johann Jakob Brechter (1734–1772) in Schwaigern trauen, obwohl Abt zu diesem Zeitpunkt noch in erster Ehe verheiratet war. Nach der Hochzeit wanderten sie nach Hamburg und traten dort, auf Empfehlung von Christoph Martin Wieland, im Ensemble des Direktors Konrad Ernst Ackermann auf; einige Monate später verließen sie diesen bereits wieder, weil sie sich mit dessen achtjähriger Tochter Charlotte Ackermann nicht vertrugen. In der Folge fanden sie in Hamburg bei Anton Berger († 1785) ein neues Engagement. (Anmerkung: Nach einer anderen Quelle wurde erst die gerichtliche Scheidung abgewartet und sie verbrachten die Zeit bis dahin bei Ackermann in Hamburg und gingen nach der Hochzeit zu Berger).
Aufgrund verschiedener Misshandlungen trennte sich Felicitas Abt 1767 von ihrem Ehemann und ging nach Göttingen; nachdem sie sich kurz darauf wieder mit ihrem Ehemann versöhnt hatte, gingen sie 1768 gemeinsam nach Jena zu der Gesellschaft des Schauspielers Starke. Weil sich diese Gesellschaft jedoch kurz danach auflöste, gründete Karl Friedrich Abt mit den Schauspielern Schumann, Sepp (auch Seipp) und Freiwald eine eigene Gesellschaft, die sich jedoch 1769 wieder auflöste.
Weil sie darauf in Berlin bei der Kochschen Gesellschaft nicht angenommen wurden, gingen sie nach Wien, erhielten dort jedoch nur unbedeutende Rollen und nahmen kurz darauf wieder ihren Abschied.
Karl Friedrich Abt entschloss sich nun, eine neue Gesellschaft zu gründen, und sie spielten mit dieser 1770 in Ansbach, Bayreuth, Erlangen, Erfurt, Eisenach und Coburg. 1774 errichtete er die erste deutsche Schauspielergesellschaft in Haag und nachdem diese sich wieder aufgelöst hatte, spielte Felicitas Abt wieder in Göttingen.
Anlässlich eines Gastspiels in Weimar bot ihr 1767 die Herzogin Anna Amalia die Freundschaft an, die bis zum Tod von Felicitas Abt hielt.
Im März 1779 war das Ehepaar in Münster und im Mai 1779 in Gotha; dort spielte sie am Hoftheater, als erste Frau auf deutschem Boden, am 10. Mai den Hamlet von William Shakespeare und am 12. Mai die Gräfin Waltron in dem Stück Der Graf von Waltron von Heinrich Ferdinand Möller. 1780 kamen sie mit den Musikern Romberg nach Bremen; mit diesen sollte sie Schauspielgesang und Deklamationen verbinden. Einige Zeit darauf erhielt ihr Ehemann vom Bremer Senat die Erlaubnis, eine Schaubühne zu errichten, die er am 10. Oktober 1780 eröffnete und auf der Felicitas Abt 1781 zweimal den Hamlet spielte; die Gesellschaft bestand aus 20 Personen und durfte während der Herbstmonate wöchentlich drei Vorstellungen geben.
Im Winter 1781/1782 besuchte sie mit ihrem Ehemann die Familie in Schwaben, allerdings hielt sich ihr Ehemann überwiegend in der Gegend von Ulm auf, weil seine erste Ehefrau sowie die Stieftochter immer noch in Biberach lebten. Während dieses Besuchs wohnte sie bei ihrem in Biberach lebenden Bruder.
Nach dem Besuch gingen sie nach Pyrmont und spielten dort den Sommer 1782 über, bis sie nach Göttingen weiterzogen; zu diesem Zeitpunkt war Felicitas Abt bereits schwer erkrankt und stand am 24. Juni 1783 letztmals auf der Bühne. Weil die Erlaubnis zu spielen und damit verbunden die Aufenthaltserlaubnis, nicht verlängert wurde, bestand der Prorektor Johann Benjamin Koppe darauf, dass Karl Friedrich Abt mit den drei Söhnen sofort aus Göttingen abreisen müsse, ohne bei seiner Ehefrau bleiben zu dürfen, die zwei Tage später am 17. September 1783 an der Schwindsucht verstarb.
Sie verkehrte brieflich mit dem Dichter Anton Matthias Sprickmann.
Nach ihrem Tod wurde sie auf dem Friedhof der Jacobi-Gemeinde beigesetzt. Weil ihr als ortsfremde Komödiantin anfangs ein Begräbnis in Göttingen verweigert wurde, bot ihr der Gelehrte Abraham Gotthelf Kästner eine Beisetzung in seiner Familiengruft auf dem Bartholomäusfriedhof an.

## Schriften (Auswahl)
- Höfliche Parentation an das kluge und unkluge Publikum zu Jena völlig im Tone einer Leichenpredigt gehalten beym Schlusse des hiesigen Theaters von der Madame Abt. 1768.
- Etwas zum ersten November, an welchem Madame Felicitas Abt Ihren erfreulichen Geburtstag wieder erlebte. 1781.